# 呂号第十五潜水艦
|          |                                                                          |
| 艦歴     |                                                                          |
| 計画     | 大正6年度計画                                                            |
| 起工     | 1920年6月12日                                                            |
| 進水     | 1920年10月14日                                                           |
| 就役     | 1921年6月30日                                                            |
| 除籍     | 1933年9月1日                                                             |
| その後   | 1934年3月7日雑役船編入、橋船指定、公称第3036号と改名                     |
| 性能諸元 |                                                                          |
| 排水量   | 基準：740トン 常備：762.6トン 水中：1,003.1トン                          |
| 全長     | 70.1m                                                                    |
| 全幅     | 6.1m                                                                     |
| 吃水     | 3.68m                                                                    |
| 機関     | ズルツァー式2号ディーゼル2基 電動機、2軸 水上：2,600馬力 水中：1,200馬力 |
| 速力     | 水上：16.5kt 水中：8.5kt                                                 |
| 航続距離 | 水上：10ktで6,000海里 水中：4ktで85海里                                  |
| 燃料     | 重油：75トン                                                             |
| 乗員     | 46名                                                                     |
| 兵装     | 28口径8cm高角砲1門 45cm魚雷発射管 艦首4門、舷側2門 魚雷10本              |
| 備考     | 安全潜航深度：30m                                                        |

呂号第十五潜水艦（ろごうだいじゅうごせんすいかん）は、日本海軍の潜水艦。呂十三型潜水艦（海中2型）の3番艦。竣工時の艦名は第二十四潜水艦。

## 艦歴
1920年（大正9年）6月12日、呉海軍工廠で起工。同年10月14日進水。1921年（大正10年）6月30日竣工。竣工時の艦名は第二十四潜水艦、二等潜水艦に類別。1924年（大正13年）11月1日、呂号第十五潜水艦に改称。1933年（昭和8年）9月1日に除籍。1934年（昭和9年）3月7日、雑役船に編入され橋船となり、公称第3036号と改名した。
呂十一型潜水艦より排水量を増大したが機関出力を同一としたため、速力が低下し艦隊随伴の高速潜水艦を実現できなかった。

## 歴代艦長
※艦長等は『日本海軍史』第9巻・第10巻の「将官履歴」及び『官報』に基づく。

### 艦長
- （心得）高木武雄 大尉：1921年6月17日 - 1922年12月1日[4]
- （心得）上条深志 大尉：1922年12月1日 - 1924年5月31日
- （心得）中邑元司 大尉：1924年5月31日 - 1924年11月1日
- 中邑元司 大尉：1924年11月1日 - 1925年7月1日
- 中島千尋 大尉：1924年11月1日 - 1925年7月1日
- 中島千尋 大尉：1925年8月1日[5] - 1928年5月16日[6]
- （兼）小田為清 大尉：1928年5月16日[6] - 1929年3月15日[7]
- （兼）山本岩多 大尉：1929年3月15日 - 1930年3月3日
- （兼）松尾義保 大尉：1930年3月3日[8] - 1930年4月1日[9]